# Svart blombock
Svart blombock (Leptura aethiops) är en skalbagge i familjen långhorningar. Den blir 10-15 millimeter lång och är helt svart till färgen. Larven utvecklas främst i död ved av lövträd som lind, alar, hassel och sälg.

## Kännetecken
Svart blombock är 10-15 millimeter lång och till utseendet helt svart med kort gråaktig behåring på kroppen. Skalbaggens täckvingar har en lätt glans medan halssköld och huvud är matta. Halsskölden är sett ovanifrån klockformig, smalare framtill och bredare baktill med spetsiga och lite utstående bakhörn. Antenner och ben är långa. Längst antenner har hanen, hans antenner når till spetsen på täckvingarna. Honans antenner är lite kortare. Ett annat kännetecken för hanen är att de bakre skenbenens yttre del är krökt och sedan förtjockad.
Den svarta blombockens larv når en längd på upp till 25 millimeter och är vit med gul huvudkapsel. Larvens kropp är glest behårad. Den har tre synliga benpar.

## Utbredning
Svart blombock är utbredd i Mellaneuropa och i de norra delarna av Sydeuropa, undantaget i Spanien och Portugal där den saknas. Arten saknas även i andra av Europas västligaste delar, som på de brittiska öarna. Österut sträcker sig artens utbredning till Kaukasus och från de baltiska länderna till Ryssland och Japan. I Norden är den här långhorningen endast känd från Danmark.

## Levnadssätt
Larvutvecklingen hos den svarta blombocken är inte fullt känd. Fynd av larver har främst gjorts i död ved av olika lövträd som lind, alar, hassel och sälg, men larver har även hittats i tall. Med avseende på levnadsmiljön verkar fuktiga och skuggiga förhållanden föredras. Utvecklingen till imago antas ta minst två år.
Som fullbildad skalbagge ses svart blombock från juni till augusti. Likt andra blombockar brukar skalbaggen besöka blommor. Bland de blommor arten har observerats på finns vänderot, skogsolvon och hallon.

## Hot
Några exemplar dör när grenar och kvistar förarbetas till pappersmassa. Hela populationen bedöms som stabil. IUCN listar arten som livskraftig (LC).